# Liliana Caldini
Liliana Caldini (Buenos Aires, 26 de agosto de 1951-3 de julio de 2022) fue una modelo, actriz y presentadora de televisión argentina.

## Carrera artística
Se hizo famosa por protagonizar la publicidad de cigarrillos Chesterfield, a los dieciocho años, fumando y bailando al son de "Tiritando", del cantante Donald.
En 1970 protagonizó junto a Miguel Bermúdez, Diana Maggi y los maestros del incipiente "rock nacional" la película El extraño del pelo largo, un título de culto que narra los orígenes del rock argentino.
Hasta la pandemia condujo un programa sobre música en radio Nacional.
Estuvo casada doce años con el locutor Cacho Fontana, veinte años mayor que ella, y tuvieron dos hijas: las gemelas Lumila y Antonella. A partir de su matrimonio se apartó de la vida pública y profesional. Posteriormente, vivió seis años en Miami.
Falleció el 3 de julio de 2022, de causa desconocida, a los setenta años.

## Televisión
- 1969: Los Campanelli

## Cine
- 1970: El extraño del pelo largo